# ويليام فولي (كاهن كاثوليكي)
ويليام فولي (بالإنجليزية: William Foley)‏ هو كاهن كاثوليكي أسترالي، ولد في 20 يونيو 1931 في ندلاندز ‏ في أستراليا، وتوفي في 10 فبراير 1991 في برث في أستراليا.